# 2 Cygni
2 Cygni é uma estrela na constelação do Cisne. Tem uma velocidade radial de -23,60 km/s. Seu tipo espectral é B3IV.
Trata-se de uma estrela azul na sequência principal que está há 839 anos-luz. O Sistema é, na verdade, formado por múltiplas estrelas.